# 油井徳蔵

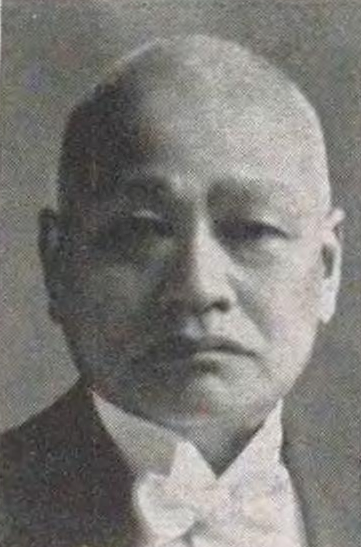
油井徳蔵

油井 徳蔵（ゆい とくぞう、1870年9月12日（明治3年8月17日）- 1963年（昭和38年）7月22日）は、明治時代末期から昭和時代前期の政治家、実業家。貴族院多額納税者議員。

## 経歴
油井宇之助の二男として、のちの福島県福島市本町に生まれる。幼年期は伊達郡保原町の豪商福井商店に丁稚奉公する。
1910年（明治43年）以降、福島県輸出絹織物同業組合連合会議員、同同業組合長、福島商業会議所議員、副会頭、会頭、同市会議員のほか、第一福島羽二重社長、福島羽二重、二本松羽二重、福島商業銀行、川俣銀行、九笹機業場、福島誠壱などの重役を歴任した。
1932年（昭和7年）福島県多額納税者として貴族院議員に互選され、同年9月29日に就任し、同成会に所属して1939年（昭和14年）9月28日まで1期在任した。

## 親族
- 子息 油井賢太郎（参議院議員）[3][4]